# Sergej Šelpakov
Sergej Vasil'evič Šelpakov (in russo Серге́й Васильевич Шелпаков;?; Isil'kul', 18 settembre 1956) è un ex ciclista su strada russo, fino al 1991 sovietico.

## Palmarès

### Olimpiadi
- 1 medaglia:
  - 1 oro (Mosca 1980 nella corsa a cronometro a squadre)